# 矮飘拂草
矮飘拂草（学名：Fimbristylis nanofusca）为莎草科飘拂草属下的一个种。

## 扩展阅读
- 維基物種上的相關：矮飘拂草